# Candida bombicola
Candida bombicola är en svampart som först beskrevs av J.F.T. Spencer, Gorin & A.P. Tulloch, och fick sitt nu gällande namn av S.A. Mey. & Yarrow 1978. Candida bombicola ingår i släktet Candida, ordningen Saccharomycetales, klassen Saccharomycetes, divisionen sporsäcksvampar och riket svampar.   Inga underarter finns listade i Catalogue of Life.